# 八田 (いの町)
八田（はた）は、高知県吾川郡いの町の大字。2010年10月1日現在の人口は731人。郵便番号は781-2124。本項ではかつて同区域に存在した八田村（はたむら）についても記す。

## 地理
いの町の南端、仁淀川の左岸にあたる。北で池ノ内・天王北・天王南および大字なしの区域、西で大内および土佐市高岡町、南東で高知市春野町弘岡上・春野町弘岡中に接する。仁淀川沿いを高知県道36号高知南環状線が南北に縦断し、東西を高知県道38号高知土佐線が横断する。南部を高知自動車道が東西に通過する。北に甫木山、南に吉良ヶ峰がそびえる。

### 山岳
- 甫木山
- 吉良ヶ峰

### 河川
- 仁淀川

## 歴史
- 幕末 - 吾川郡八田村が存在。「旧高旧領取調帳」の記載によると高知藩領。
- 明治4年7月14日（1871年8月29日） - 廃藩置県により高知県の管轄となる。
- 1889年（明治22年）4月1日 - 町村制の施行により、近世以来の八田村が単独で自治体を形成。
- 1950年（昭和25年）4月1日 - 八田村が弘岡上ノ村の一部（字荒倉北平4308番23から同番43）、弘岡中ノ村の一部（字北平2781番26）、土佐郡宇治村の一部（大字池ノ内字木ヤガ谷1690番70）を編入。
- 1954年（昭和29年）3月1日 - 八田村が吾川郡伊野町・土佐郡宇治村・高岡郡川内村と合併し、改めて吾川郡伊野町が発足。同町八田となる。
- 2004年（平成16年）10月1日 - 伊野町が吾北村・土佐郡本川村と合併していの町が発足。同町八田となる。

## 交通

### バス
とさでん交通
- S2 - X4：長浜 - 横浜 - 桟橋通五丁目 - 南はりまや橋 - 上町五丁目 - 土佐道路 - 針木 - 天王ニュータウン - 八田
- T3 - Y3：南ニュータウン一丁目 - 横浜ニュータウン第一 - 横浜 - 桟橋通五丁目 - 南はりまや橋 - 上町五丁目 - 鏡川橋 - 朝倉駅前 - 針木 - 天王ニュータウン - 八田

いの町営バス
- 池ノ内・天王まわり
- 波川まわり

土佐市ドラゴンバス
- 宇佐・伊野線

### 道路
- 高知自動車道
- 高知県道36号高知南環状線
- 高知県道38号高知土佐線

## 施設
- いの町立伊野南中学校
- いの町立伊野南小学校
- 八田郵便局
- 八田保育所
- 高知県立青少年体育館